# Mississippi (Schiff, 1978)
Die USS Mississippi (CGN-40) war ein Atomkreuzer der United States Navy und gehörte der Virginia-Klasse an.

## Geschichte
Die Mississippi wurde 1972 bei Newport News Shipbuilding in Auftrag gegeben und 1975 dort auf Kiel gelegt. 1976 lief das Schiff von Stapel, die Taufe führte Miss Janet Foinch durch, und wurde 1978 bei der United States Navy in Dienst gestellt. Der erste Kommandant war Capt. Peter M. Hekman, Jr.
In den ersten drei Jahren führte die Mississippi Testfahrten sowie eine erste Werftliegezeit durch, wie sie für alle neuen Schiffe vorgeschrieben ist.
1981 erfolgte der erste Einsatz des Kreuzers. Die Mississippi fuhr als Geleitschutz für Nimitz im Mittelmeer, als die F-14 Tomcats des Flugzeugträgers zwei libysche MiGs abschossen. Nach der Ermordung von Anwar as-Sadat im Oktober patrouillierte die Mississippi vor der Küste Ägyptens. Der zweite Einsatz führte den Kreuzer ebenfalls ins Mittelmeer, und zwar 1983/84, als die USA den Flughafen von Beirut besetzten.
Im April 1985 besuchte die Mississippi Bremerhaven.
Von 1986 bis 1987 wurde eine Überholung und Modernisierung des Schiffes in der Norfolk Naval Shipyard in Portsmouth, Virginia durchgeführt. Dabei erneuerte man auch die Brennstäbe. 1988/89 erfolgte die dritte Einsatzfahrt ins Mittelmeer, schwerpunktartig vor der Küste des Libanon.
1990/91 nahm die Mississippi am Zweiten Golfkrieg teil, indem sie Luftverteidigung in der Gegend des Golf von Aden leistete und aus dem Roten Meer BGM-109 Tomahawk aus ihren Armored Box Launchern auf Ziele im Irak abfeuerte.
1992 folgten erneut Überholungen und Upgrades der Schiffssysteme, später im Jahr und 1993 dann Fahrten zur Unterbindung des Drogenschmuggels in der Karibik. 1995 verlegte das Schiff ein letztes Mal ins Mittelmeer, bevor die Mississippi 1997 außer Dienst gestellt wurde. 2004 begann die Zerlegung im Ship-Submarine Recycling Program in der Puget Sound Naval Shipyard.